# Otatea
Els bambús Otatea són del gènere de la família poàcia i de la subfamília bambusoides.
Otatea és un gènere de bambús originaris de Mesoamèrica i en especial de Mèxic. El nom prové del nahuatl otatl, que significa canya forta. El gènere comprèn 3 espècies, de la qual el més conegut és el bambú mexicà que plora (Otatea acuminata).

## Taxonomia
- Otatea acuminata (Munro) C.E.Calderón i Soderstr.
- Otatea acuminatum
- Otatea fimbriata Soderstr. in McVaugh
- Otatea glauca L.G.Clark i G.Cortés